# Białki (moneta)
Białki – dukat lokalny wyemitowany 25 września 2009 r. przez Gminę Bielsko-Biała w trzech wersjach:
- 3 Białki (mosiądz) – 20 000 sztuk, średnica 22 mm, cena emisyjna 3 PLN;
- 7 Białek (bimetal) – 15 000 sztuk, średnica 27 mm, cena emisyjna 7 PLN;
- 65 Białek (srebro Ag 500) – 500 sztuk, średnica 32 mm, cena emisyjna 250 PLN;

Producentem dukatów jest Mennica Polska S.A. Zaprojektował je Robert Kotowicz, autorem materiałów reklamowych była Katarzyna Józefowicz, a organizatorem akcji promocyjnej było Biuro Promocji Regionów z Krakowa. Na awersie wszystkich trzech nominałów znajduje się Reksio z pieczątką w dłoni na tle taśmy filmowej (jest to charakterystyczna scena z czołówki serii kreskówek o Reksiu). Na rewersie natomiast widać jego filmowych przyjaciół i herb miasta. Dukaty o poszczególnych nominałach, z racji wybicia ich z różnych materiałów, różnią się kolorystyką – 3 Białki są złote, 7 Białek jest srebrno-złotych, natomiast 65 Białek srebrnych (przy czym wizerunki postaci z kreskówki są kolorowe – wykonane techniką tampondruku). Są to pierwsze polskie dukaty lokalne, na których zastosowano efekt kątowy – na rewersie wszystkich trzech nominałów, pod stemplem w zależności od kąta patrzenia zmienia się wizerunek biegnącego Reksia
Dukat pojawił się w obrocie 25 września 2009 r. i był honorowany jako bon towarowy do 30 listopada tego samego roku. Białki miały charakter bonów towarowych, którymi w czasie trwania akcji można było płacić w wybranych, specjalnie oznaczonych, sklepach, restauracjach i punktach usługowych (których listę umieszczono na miejskiej stronie internetowej). Można ją tam też było wymienić za taką samą wartość w złotych (3 Białki = 3 PLN, 7 Białek = 7 PLN), nie dotyczyło to jednak srebrnych kolekcjonerskich dukatów o nominale 65 Białek, które nie były bonami towarowymi a numizmatami.